# Neuroektoderma
Neuroektoderma powstaje w rozwoju zarodkowym z ektodermy. Następnie różnicuje się na grzebień nerwowy oraz cewę nerwową. W dalszym rozwoju powstają:
- z grzebienia nerwowego:
  - melanocyty
  - zwoje autonomicznego układu nerwowego
  - zwoje grzbietowe
  - komórki Schwanna
  - przegroda aortalno–płucna (w rozwoju serca)
  - ciało rzęskowe w oku
  - rdzeń nadnerczy
- z cewy nerwowej:
  - mózgowie i rdzeń kręgowy
  - neurony ruchowe
  - siatkówka
  - tylna część przysadki

Przeczytaj ostrzeżenie dotyczące informacji medycznych i pokrewnych zamieszczonych w Wikipedii.